# Listă de conducători de stat din 1508
1504 - 1505 - 1506 - 1507 - 1508 - 1509 - 1510 - 1511 - 1512
Aceasta este o listă a conducătorilor de stat din anul 1508:

## Europa
- Anglia: Henric al VII-lea (rege din dinastia Tudor, 1485-1509)
- Astrahan: Abdulkerim ibn Muhammad ibn Kucuk Muhammad (han, 1480-1509)
- Austria: Maximilian I (arhiduce din dinastia de Habsburg, 1493-1519; totodată, rege al Germaniei, 1493-1519; ulterior, împărat occidental, 1508-1519)
- Bavaria: Albert al IV-lea cel Înțelept (duce din dinastia de Wittelsbach, 1463-1508) și Wilhelm al IV-lea (duce din dinastia de Wittelsbach, 1508-1550)
- Brandenburg: Joachim I Nestor (principe elector din dinastia de Hohenzollern, 1499-1535)
- Bretagne: Ana (ducesă, 1488-1514) și Ludovic (duce din dinastia de Valois, 1498-1514; totodată, rege al Franței, 1498-1515; ulterior, duce de Milano, 1499-1500, 1500-1512; ulterior, rege al Neapolelui, 1501-1503)
- Cehia: Vladislav al II-lea (rege din dinastia Jagiello, 1471-1516; ulterior, rege al Ungariei, 1490-1516)
- Crimeea: Mengli Ghirai I ibn Hadji (han din dinastia Ghiraizilor, 1466-1467?, 1469-1474 sau 1475, 1478 sau 1479-1515)
- Danemarca: Ioan I (rege din dinastia de Oldenburg, 1481-1513; ulterior, rege al Suediei, 1497-1501)
- Ferrara: Alfonso I (duce din casa d'Este, 1505-1534; ulterior, duce de Modena, 1527-1530)
- Franța: Ludovic al XII-lea (rege din dinastia de Valois, 1498-1515; totodată, duce de Bretagne, 1498-1514; ulterior, duce de Milano, 1499-1500, 1500-1512; ulterior, rege al Neapolelui, 1501-1503)
- Germania: Maximilian I (rege din dinastia de Habsburg, 1493-1519; totodată, arhiduce de Austria, 1493-1519; ulterior, împărat occidental, 1508-1519)
- Gruzia: David al VIII-lea (rege din dinastia Bagratizilor, 1505-1524)
- Gruzia, statul Imeretia: Alexandru I (rege din dinastia Bagratizilor, 1484/1491-1510)
- Gruzia, statul Kakhetia: Alexandru I (rege din dinastia Bagratizilor, 1476/1492-1511)
- Imperiul occidental: Maximilian I (împărat din dinastia de Habsburg, 1508-1519; totodată, arhiduce de Austria, 1493-1519; totodată, rege al Germaniei, 1493-1519)
- Imperiul otoman: Baiazid al II-lea Veli (sultan din dinastia Osmană, 1481-1512)
- Kazan: Muhammad-Emin (han, 1487-1496, 1502-1518)
- Lituania: Sigismund I cel Bătrân (mare duce, 1506-1548; toodată, rege al Poloniei, 1506-1548)
- Lorena Superioară: Rene al II-lea (duce din dinastia de Lorena-Vaudemont, 1473-1508) și Anton cel Bun (duce din dinastia de Lorena-Vaudemont, 1508-1544)
- Mantova: Francesco al II-lea (marchiz din casa Gonzaga, 1484-1519)
- Milano: Ludovic (duce din dinastia de Valois, 1499-1500, 1500-1512; totodată, rege al Franței, 1498-1515; totodată, duce de Bretagne, 1498-1514; ulterior, rege al Neapolelui, 1501-1503)
- Moldova: Bogdan al III-lea cel Chior (domnitor, 1504-1517)
- Monaco: Luciano (senior din casa Grimaldi, 1505-1523)
- Montferrat: Guglielmo al VII-lea (marchiz din dinastia Paleologilor, 1494-1518)
- Moscova: Vasili al III-lea Ivanovici (mare cneaz, 1505-1533)
- Navarra: Catherine (regină din casa de Foix, 1483-1517) și Ioan al III-lea (rege, 1484-1516)
- Neapole: Ferdinand Catolicul (rege din dinastia de Castilia, 1504-1516; anterior, rege al Castiliei, 1474-1479; totodată, rege al Spaniei, 1479-1516; totodată, rege al Siciliei, 1479-1516)
- Ordinul teutonic: Frederic (mare maestru, 1498-1510; totodată, principe elector de Saxonia, 1486-1525)
- Polonia: Sigismund I cel Bătrân (rege din dinastia Jagiello, 1506-1548; totodată, mare duce de Lituania, 1506-1548)
- Portugalia: Manuel I cel Mare (rege din dinastia de Aviz, 1495-1521)
- Reazan: Ivan al VI-lea Ivanovici (mare cneaz, 1500-cca. 1520)
- Savoia: Carol al III-lea cel Bun (duce, 1504-1553)
- Saxonia, linia Albertină: Georg cel Bogat (duce din dinastia de Wettin, 1500-1539)
- Saxonia, linia Ernestină: Frederic al III-lea cel Înțelept (principe elector din dinastia de Wettin, 1486-1525; ulterior, mare maestru al Ordinului teutonic, 1498-1510)
- Scoția: Iacob al IV-lea (rege din dinastia Stuart, 1488-1513)
- Sicilia: Ferdinand al II-lea Catolicul (rege din dinastia de Castilia, 1479-1516; anterior, rege al Castiliei, 1474-1479; totodată, rege al Spaniei, 1479-1516; ulterior, rege al Neapolelui, 1504-1516)
- Spania: Ferdinand al V-lea (rege, 1479-1516; anterior, rege al Castiliei 1474-1479; totodată, rege al Siciliei, 1479-1516; ulterior, rege al Neapolelui, 1504-1516) și Ioana cea Nebună (regină, 1504-1516)
- Spoleto: Franceschetto Cybo (duce, cca. 1503-1519)
- Statul papal: Iuliu al II-lea (papă, 1503-1513)
- Suedia: Svante Nilsson Sture (regent, 1504-1511)
- Transilvania: Petru de Szentgyorgy (voievod, 1499-1510)
- Țara Românească: Radu cel Mare (domnitor, 1495-1508) și Mihnea cel Rău (domnitor, 1508-1509)
- Ungaria: Vladislav al II-lea Jagiello (rege din dinastia Jagiello, 1490-1516; totodată, rege al Cehiei, 1471-1516)
- Veneția: Leonardo Loredan (doge, 1501-1521)

## Africa
- Benin: Esigie (obba, 1504-1550)
- Buganda: Nakibinge (kabaka, 1494-1524)
- Califatul abbasid (Egipt): Abu'l-Sabr Iakub al-ustamsik ibn al-Mutauakkil (calif din dinastia Abbasizilor, 1497-1508/1509, 1516/1517-1517/1518) și Muhammad al-Mutauakkil al III-lea ibn al-Mustamsik (calif din dinastia Abbasizilor, 1508/1509-1516/1517, 1517/1518)
- Congo: Nzinga a Nkuwu (mani kongo, ?-1509)
- Ethiopia: Na'od (Anbasa Badar) (împărat, 1494-1508) și Lebna Dengel (David al II-lea) (împărat, 1508-1540)
- Hafsizii: Abu Abdallah Muhammad al V-lea al-Mutauakkil ibn al-Hassan ibn Masud ibn Usman (calif din dinastia Hafsizilor, 1494-1526)
- Imerina: Rafohy (regină, cca. 1500-cca. 1520)
- Kanem-Bornu: Idris al II-lea Katagarmabe (sultan, cca. 1507-cca. 1529)
- Mamelucii: al-Așraf Kansuh al-Ghauri (sultan din dinastia Burdjizior, 1501-1516)
- Munhumutapa: Chikuyo Chisamarengu (Kakuyo Komunyaka) (rege din dinastia Munhumutapa, cca. 1494-cca. 1530)
- Rwanda: Cyilima I Rugwe (rege, cca. 1506-cca. 1528)
- Sennar: Amara I Dunkas ibn Aldan (sultan, 1504-cca. 1534)
- Songhay: Muhammad I Ture (rege din dinastia Askia, 1493-1528)

## Asia

### Orientul Apropiat
- Ak Koyunlu: Murad ibn Iakub ibn Hassan (conducător, 1502-1508)
- Iran: Ismail I (șah din dinastia Safavidă, 1502-1524)
- Imperiul otoman: Baiazid al II-lea Veli (sultan din dinastia Osmană, 1481-1512)
- Mamelucii: al-Așraf Kansuh al-Ghauri (sultan din dinastia Burdjizior, 1501-1516)

### Orientul Îndepărtat
- Bengal: Sayyid Ala ad-Din Hussain Șah ibn Said Așraf (sultan din casa lui Hussain Șah, 1493-1519)
- Birmania, statul Arakan: Minyaza (rege din dinastia de Mrohaung, 1501-1523)
- Birmania, statul Ava: Șwenankyawșin (rege, 1502-1527)
- Birmania, statul Mon: Binnya Ran al II-lea (rege, 1492-1526)
- Cambodgea: Samdech Preah Srey Sokon-thor Bat Reachea Thireach Thippadey (Damkhat Raja) (rege, 1504-1512) și Neai-khan (uzurpator, 1508-1526)
- China: Wuzong (Zhu Houzhao) (împărat din dinastia Ming, 1506-1521)
- Coreea, statul Choson: Chungjong (Yi Tu) (rege din dinastia Yi, 1506-1544)
- India, Bahmanizii: Șihab ad-Din Mahmud ibn Muhammad (III) (sultan, 1482-1518)
- India, statul Delhi: Nizam Han Sikandar ibn Bahlul (sultan din dinastia Lodi, 1489-1517)
- India, statul Gujarat: Mahmud Șah I Begarha (Fath Han) ibn Muhammad (sultan, 1458-1511)
- India, statul Handeș: Daud Han ibn Mubarak (sultan din dinastia Farukizilor, 1503-1508)
- India, statul Vijayanagar: Vira Narasimha (rege din dinastia Tuluva, 1505-1509)
- Japonia: Go-Kașiuabara (împărat, 1501-1526), Yoșizumi (principe imperial din familia Așikaga, 1493-1508) și Yoșitane (principe imperial din familia Așikaga, 1490-1493, 1508-1521)
- Kashmir: Muhammad ibn Hassan (sultan din casa lui Șah Mir, 1489-1490, 1498-1499, 1500-1526, 1529-1533)
- Laos, statul Lan Xang: Thao Lu Phe Sai (Visun) (rege, 1501-1520)
- Malacca: Mahmud Șah (sultan, 1488-1511)
- Mongolii: Dayan hagan (Batu Mongke) (han, 1470-1543)
- Nepal (Benepa): Suvarnamalla (rege din dinastia Malla, ?-?) (?)
- Nepal (Bhadgaon): Rayamalla (rege din dinastia Malla, cca. 1480-cca. 1519)
- Nepal (Kathmandu): Amaramalla (rege din dinastia Malla, ?-?) (?)
- Sri Lanka, statul Jaffna: Singai Pararajesekaran al VI-lea (rege, 1478-1519)
- Sri Lanka, statul Kotte: Dharma Parakkamabahu al IX-lea (rege, 1489-1513)
- Thailanda, statul Ayutthaya: Ramathibodi al II-lea (rege, 1491-1529)
- Tibet: bLo-bzang Don-grub (panchen lama, 1505-1536)
- Tibet: dGe-'dun rgya-mtsho (dalai lama, 1474/1476-1540)
- Vietnam, statul Dai Viet: Le Uy Muc De (rege din dinastia Le târzie, 1504-1509)

## America
- Aztecii: Moctezuma al II-lea Xocoyotzin (conducător, 1503-1520)
- Incașii: Huayna Capac (Wayna Qhapac) (conducător, 1493-1525)